# هيرنان دي لا فيوينت
هيرنان دي لا فيوينت (بالإسبانية: Hernán De La Fuente)‏ هو لاعب كرة قدم أرجنتيني في مركز الدفاع، ولد في 7 يناير 1997 في بوينس آيرس في الأرجنتين. لعب مع فيليز سارسفيلد.

## وصلات خارجية
- هيرنان دي لا فيوينت على موقع قاعدة بيانات كرة القدم.إي يو (الإنجليزية)
- هيرنان دي لا فيوينت على موقع Soccerway.com (الإنجليزية)
- هيرنان دي لا فيوينت على موقع أوليمبيديا (الإنجليزية)